# Pohlia tenuifolia
Pohlia tenuifolia là một loài Rêu trong họ Bryaceae. Loài này được (Schimp.) H. Möller miêu tả khoa học đầu tiên năm 1907.